# Arthur Liebehenschel
Arthur Liebehenschel (Posen, 25 novembre 1901 – Cracovia, 24 gennaio 1948) è stato un militare tedesco delle SS. 
Raggiunse il grado di SS-Obersturmbannführer equivalente a quello di tenente colonnello, e comandante dei campi di concentramento di Auschwitz e Majdanek.

## Biografia
Liebehenschel intraprese gli studi di economia e di amministrazione pubblica; arruolatosi nel corso della prima guerra mondiale, terminò il conflitto con il grado di sergente maggiore.
Nel 1932 si iscrisse al Partito nazista (tessera n. 932.766), e nel 1934 nelle SS (tessera n. 39.254), entrando a far parte alle SS-Totenkopfverbände (Unità testa di morto), le speciali unità comandate da Theodor Eicke che espletavano il servizio di guardia dei campi di concentramento. Dopo essersi formato presso i campi di concentramento di Lichtenburg e Columbia-Haus passò, nel 1937, a lavorare nello staff di amministrazione dei campi di concentramento di Eicke a Berlino-Oranienburg. Nel 1940, dopo una rapida carriera all'interno dell'organizzazione concentrazionaria, era divenuto rappresentante dell'Ispettorato dei campi di concentramento.
Nel 1942 Liebehenschel entrò a far parte del SS-Wirtschafts- und Verwaltungshauptamt (WVHA, Ufficio centrale economico ed amministrativo delle SS). Questo nuovo ufficio, comandato da Oswald Pohl, che inglobava il precedente Ispettorato dei campi di concentramento divenuto Amtsgruppe D (dipartimento D) del WVHA, era sorto per ottimizzare la gestione delle finanze delle SS e lo sfruttamento della manodopera internata nei campi. Liebehenschel venne assegnato, in qualità di comandante, all'ufficio D1/Zentralamt (Ufficio di amministrazione centrale) e vice di Richard Glücks (comandante dell'interno Amtsgruppe D). Egli mantenne questa posizione fino a quando, l'11 novembre 1943, fu nominato comandante di Auschwitz in sostituzione di Rudolf Höß che andò a ricoprire il posto di Liebehenschel al WVHA.
Nell'ottica di una riorganizzazione effettuata in quel periodo, il complesso di Auschwitz era stato suddiviso in tre campi principali. Liebehenschel divenne comandante del campo originario di Auschwitz (Auschwitz I - Stammlager) mentre il comando del campo di sterminio di Birkenau venne affidato a Friedrich Hartjenstein e quello di Monowitz, sede dell'impianto Buna-Werke di proprietà della I.G. Farben, e dei campi satellite andò a Heinrich Schwarz. Nonostante la creazione di tre unità di comando indipendenti, l'amministrazione di Auschwitz rimase unica e concentrata presso il lager principale comandato da Liebehenschel che, di fatto, rappresentava l'autorità di comando più elevata dell'intero complesso ricoprendo la carica di Standortältester (comandante anziano del presidio).
Il periodo di comando di Liebehenschel è ricordato come meno brutale di quello del suo predecessore Höß. Egli mitigò il potere del Dipartimento politico (subordinato alla Gestapo) all'interno del capo impedendo le sommarie fucilazioni all'interno del Blocco 11 e cercò di migliorare le condizioni di vita del campo impedendo le selezioni dei deportati esauriti dal massacrante lavoro. Nonostante questo non impedì, ed anzi partecipò, alle selezioni dei nuovi trasporti in arrivo dall'Europa occupata che si concludevano con l'uccisione immediata della maggior parte dei deportati presso il centro di sterminio di Birkenau.
All'inizio di maggio del 1944 venne rimosso dal comando di Auschwitz per una serie di contrasti con Pohl (comandante del WVHA) relativi al divorzio di Liebehenschel e alla sua seconda moglie accusata di avere avuto in precedenza rapporti sessuali con non ariani. Höß, nelle sue memorie, menziona come motivo dell'allontanamento la presunta incapacità e debolezza di Liebehenschel. In effetti Höß tornò, proprio in quel periodo, ad Auschwitz in vista dello sterminio degli ebrei ungheresi, una massiccia operazione che prese il nome di Aktion Höß e si concluse con circa 400.000 morti, grazie all'esperienza e brutalità di Höß.
Liebehenschel venne trasferito in qualità di comandante presso il campo di Majdanek, nei pressi di Lublino in Polonia. Egli rimase al campo fino alla fine di luglio 1944 quando lo stesso venne abbandonato in seguito all'avanzata delle forze sovietiche. Liebehenschel servì, durante gli ultimi mesi del conflitto, nello staff di Odilo Globočnik, SS- und Polizeiführer (Comandante delle SS e della Polizia) del Litorale Adriatico con sede a Trieste.
Al termine della guerra, Liebenhenschel, arrestato dagli americani, venne estradato in Polonia, dove venne giudicato nel Primo processo di Auschwitz tenutosi a Cracovia nel 1947, riconosciuto colpevole di crimini contro l'umanità venne condannato a morte e quindi impiccato il 24 gennaio 1948.